# Canoa/kayak ai Giochi della XXVIII Olimpiade - Slalom C2 maschile

## Risultati
Tutti i 12 equipaggi hanno effettuato due discese di qualificazione; i 10 equipaggi con la migliore somma tra i due tempi si sono qualificati per la semifinale; da qui i primi 6 sono arrivati in finale. Le discese di qualificazione si sono svolte il 19 agosto, mentre semifinale e finale il 20 agosto.
| Rank | Atleta                                             | Qualificazioni | Qualificazioni | Qualificazioni | Qualificazioni | Semifinale | Semifinale | Finale | Finale |
| Rank | Atleta                                             | Discesa 1      | Discesa 2      | Totale         | Rank           | Tempo      | Rank       | Tempo  | Totale |
| ---- | -------------------------------------------------- | -------------- | -------------- | -------------- | -------------- | ---------- | ---------- | ------ | ------ |
|      | Pavol Hochschorner e Peter Hochschorner Slovacchia | 100.13         | 100.91         | 201.04         | 1              | 101.29     | 1          | 105.87 | 207.16 |
|      | Marcus Becker e Stefan Henze Germania              | 108.35         | 107.21         | 215.56         | 5              | 106.32     | 4          | 104.66 | 210.98 |
|      | Jaroslav Volf e Ondřej Štěpánek Rep. Ceca          | 108.10         | 106.25         | 214.35         | 3              | 106.22     | 3          | 106.64 | 212.86 |
| 4    | Christian Bahmann e Michael Senft Germania         | 116.01         | 114.58         | 230.59         | 9              | 107.01     | 6          | 106.44 | 213.45 |
| 5    | Philippe Quemerais e Yann le Pennec Francia        | 105.29         | 110.04         | 215.33         | 4              | 105.79     | 2          | 111.00 | 216.79 |
| 6    | Andrea Benetti e Erik Masoero Italia               | 116.32         | 121.83         | 238.15         | 10             | 106.40     | 5          | 113.66 | 220.06 |
|      |                                                    |                |                |                |                |            |            |        |        |
| 7    | Marek Jiras e Tomáš Máder Rep. Ceca                | 110.66         | 118.33         | 228.99         | 8              | 110.35     | 7          |        |        |
| 8    | Matthew Taylor e Joseph Jacobi Stati Uniti         | 116.01         | 107.42         | 223.43         | 6              | 111.14     | 8          |        |        |
| 9    | Stuart Bowman e Nicholas Smith Regno Unito         | 102.25         | 111.16         | 213.41         | 2              | 114.02     | 9          |        |        |
| 10   | Marcin Pochwała e Paweł Sarna Polonia              | 113.86         | 112.79         | 226.65         | 7              | 119.78     | 10         |        |        |
|      |                                                    |                |                |                |                |            |            |        |        |
| 11   | Chen Fubin e Tian Qin Cina                         | 123.64         | 125.02         | 248.66         | 11             |            |            |        |        |
| 12   | Mark Bellofiore e Lachie Milne Australia           | 114.07         | 164.29         | 278.36         | 12             |            |            |        |        |